# Butterdose

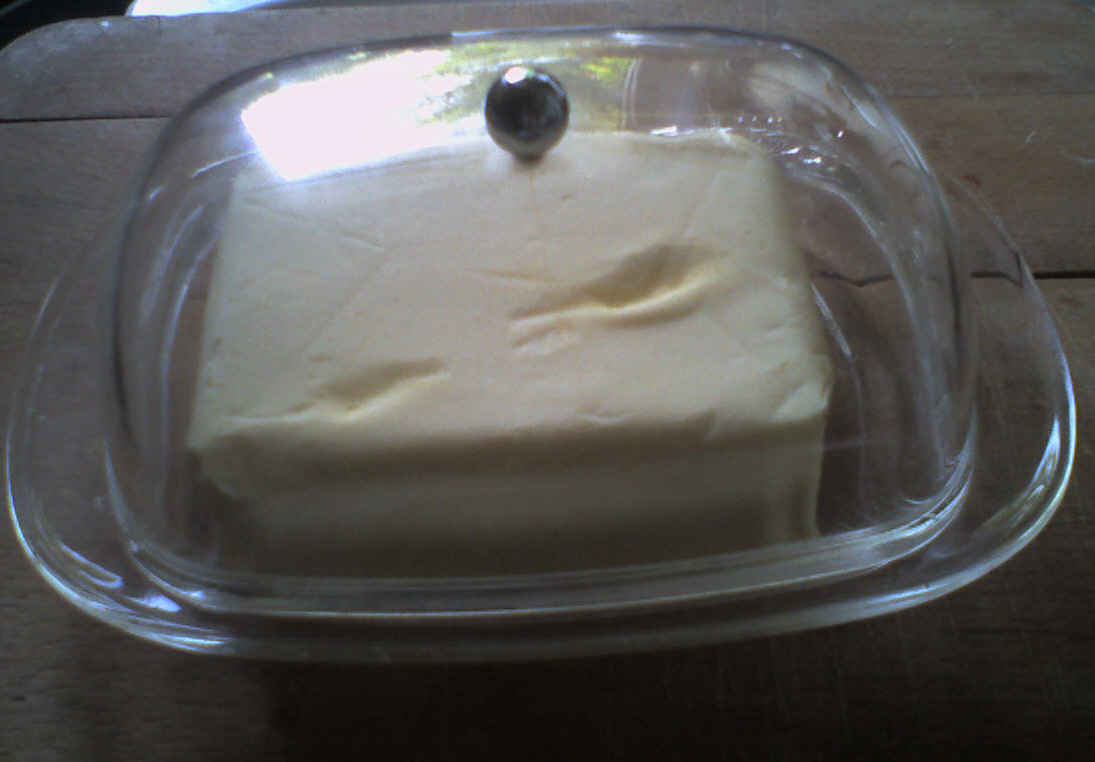
Butterdose aus transparentem Kunststoff

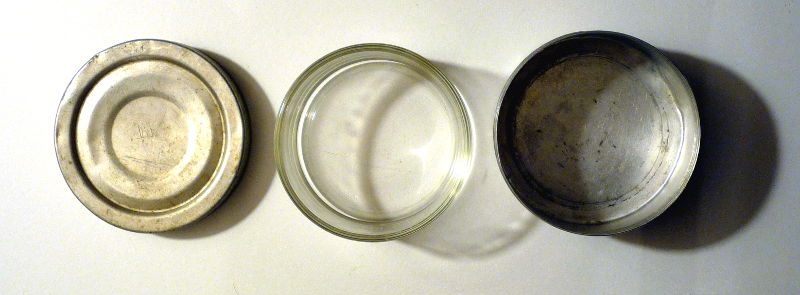
Butterdose eines deutschen Soldaten aus dem Zweiten Weltkrieg (aus Glas in verschraubbarer Dose aus Aluminium)

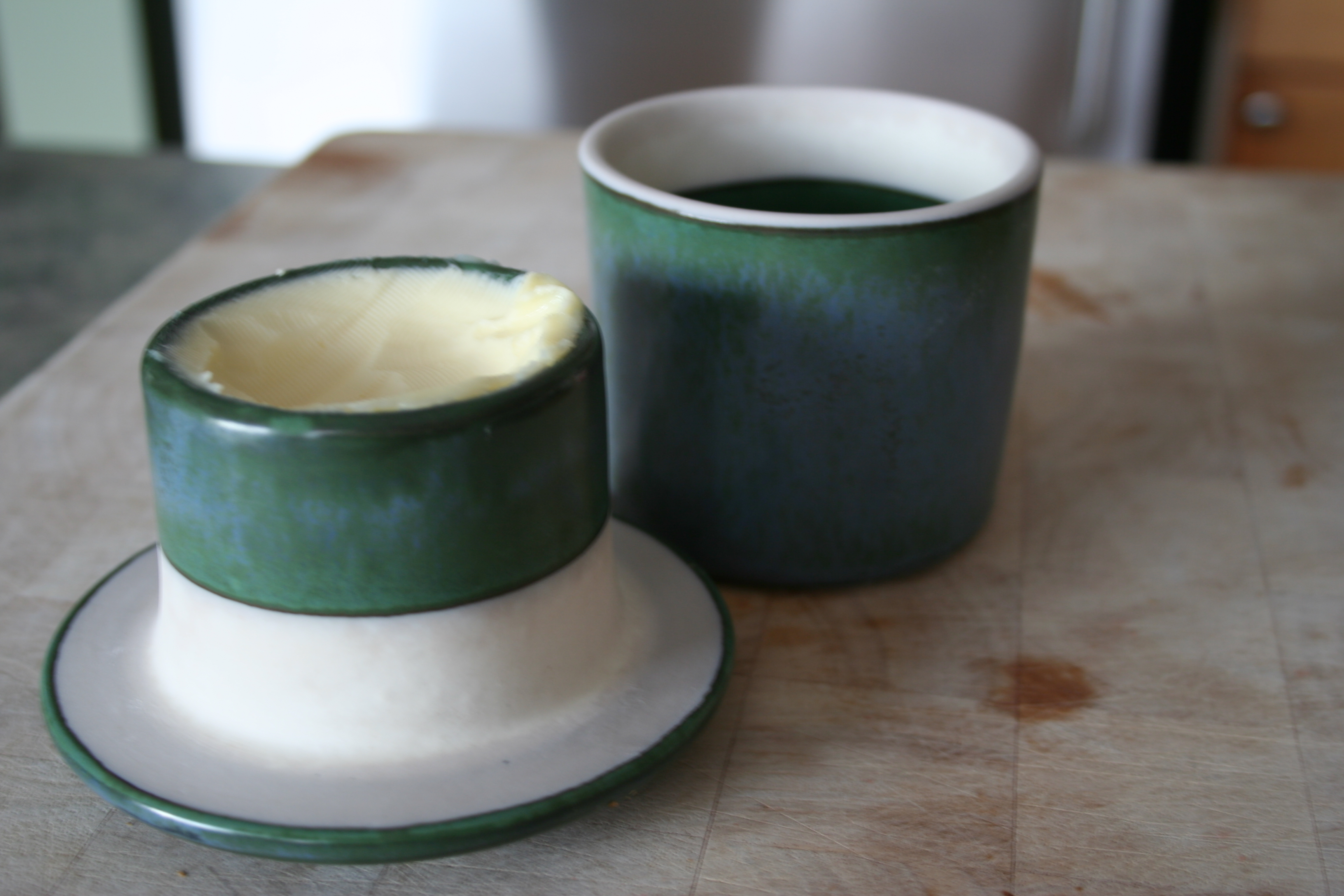
Französische Butterdose

Eine Butterdose ist ein Behälter aus Kunststoff, Edelstahl, Porzellan, Glas oder Ähnlichem zur Aufbewahrung von Butter.
Die Aufbewahrung in der Butterdose verlängert die Haltbarkeit der Butter und bietet Schutz vor Fremdgerüchen und kleinen Tieren wie Insekten. Des Weiteren kann eine Butterdose auch für das Servieren von Butter (als dekoratives Essgeschirr) verwendet werden.
Die ersten Butterdosen waren meist rund, aus Materialien wie Steingut gefertigt und dienten nicht nur zur Aufbewahrung, sondern auch als Essgeschirr. Dementsprechend fanden sich teilweise aufwendige Verzierungen oder Bemalungen. 1880 wurde von Simpson, Hall Miller and Co. in Connecticut eine silberne Butterdose gefertigt.
Mit dem weitestgehenden Ende des Verkaufs von unverpackter Butter als loser Ware änderte sich auch die Formgebung und die Dosen wurden oft für ein handelsübliches 250-Gramm-Stück (ca. 100 × 80 × 35 mm³) dimensioniert.
Die Butterdose besteht heute aus zwei Teilen:
- Der Boden ist meist eine flache, längliche Schale, in die eine Vertiefung passend zur Größe eines Stücks Butter eingearbeitet ist. Hochwertige Butterdosen haben dickere Böden, welche die Kälte länger speichern und so die Butter außerhalb des Kühlschranks länger kühl halten.
- Der Deckel ist meist eine hoch gewölbte Kuppel oder ein rechteckiger Aufsatz, der über die Butter gestülpt wird und in eine Führung greift, die in den Boden der Dose eingearbeitet ist. Der Deckel wird in der Regel nur locker aufgesetzt. Manche Butterdosen bieten auch einen luftdichten Verschluss mittels einer Dichtung aus Kunststoff (Silikon).

Die Französische Butterdose schließt den Inhalt luftdicht ab.